# Liste der Kulturdenkmale in Leutenberg
In der Liste der Kulturdenkmale in Leutenberg sind alle Kulturdenkmale der thüringischen Stadt Leutenberg (Landkreis Saalfeld-Rudolstadt) und ihrer Ortsteile aufgelistet (Stand: 12. Februar 2013).

## Dorfilm
Einzeldenkmale
| Bild                           | Bezeichnung            | Lage       | Datierung | Beschreibung | ID |
| ------------------------------ | ---------------------- | ---------- | --------- | ------------ | -- |
| weitere Bilder Fotos hochladen | Kirche mit Ausstattung | (Karte)    |           |              |    |
| Fotos hochladen                | Pfarrhof               | Dorfilm 35 |           |              |    |

## Herschdorf
Einzeldenkmale
| Bild                           | Bezeichnung            | Lage    | Datierung | Beschreibung | ID |
| ------------------------------ | ---------------------- | ------- | --------- | ------------ | -- |
| weitere Bilder Fotos hochladen | Kirche mit Ausstattung | (Karte) |           |              |    |

## Kleingeschwenda
Einzeldenkmale
| Bild                           | Bezeichnung            | Lage    | Datierung | Beschreibung | ID |
| ------------------------------ | ---------------------- | ------- | --------- | ------------ | -- |
| weitere Bilder Fotos hochladen | Kirche mit Ausstattung | (Karte) |           |              |    |

## Landsendorf
Einzeldenkmale
| Bild                           | Bezeichnung            | Lage    | Datierung | Beschreibung | ID |
| ------------------------------ | ---------------------- | ------- | --------- | ------------ | -- |
| weitere Bilder Fotos hochladen | Kirche mit Ausstattung | (Karte) |           |              |    |

## Leutenberg
Denkmalensembles
| Bild            | Bezeichnung                                                   | Lage                          | Datierung | Beschreibung | ID |
| --------------- | ------------------------------------------------------------- | ----------------------------- | --------- | ------------ | -- |
| Fotos hochladen | Denkmalensemble „Altstadt Leutenberg“                         | Koordinaten fehlen! Hilf mit. |           |              |    |
| Fotos hochladen | Denkmalensemble „Scheunenreihe im Ilmtal“                     | Ilmtal                        |           |              |    |
| Fotos hochladen | Denkmalensemble „Scheunenreihe südlich der Wurzbacher Straße“ | Vor dem Kalkgrubental         |           |              |    |

Einzeldenkmale
| Bild                           | Bezeichnung | Lage                    | Datierung | Beschreibung                                      | ID |
| ------------------------------ | --- | ----------------------- | --------- | ------------------------------------------------- | -- |
| Fotos hochladen                | Ehemaliges Amtsgericht mit Nebengebäude                                                                                                | Hauptstraße 22          |           | Bestandteil Denkmalensemble „Altstadt Leutenberg“ |    |
| Fotos hochladen                | Pavillon am Hang oberhalb des Weges | Hirschweg               |           |                                                   |    |
| Fotos hochladen                | Wohnhaus | Hirschweg 12            |           |                                                   |    |
| weitere Bilder Fotos hochladen | Stadtkirche mit Ausstattung | Kirchgasse (Karte)      |           | Bestandteil Denkmalensemble „Altstadt Leutenberg“ |    |
| Fotos hochladen                | Pfarrhaus | Kirchgasse 6            |           | Bestandteil Denkmalensemble „Altstadt Leutenberg“ |    |
| weitere Bilder Fotos hochladen | Rathaus | Markt 1 (Karte)         |           | Bestandteil Denkmalensemble „Altstadt Leutenberg“ |    |
| Fotos hochladen                | Cyriakskapelle mit Ausstattung, Friedhof mit Ummauerung Tor und Erbbegräbnisse Triebel, Fischer und Neumeister, Grabstein Emil Schmidt | Schloßstraße            |           |                                                   |    |
| weitere Bilder Fotos hochladen | Friedensburg | Schloßstraße 25 (Karte) |           |                                                   |    |
| Fotos hochladen                | Gedenkstein „Todesmarsch der Buchenwald-Häftlinge“                                                                                     | Wurzbacher Straße       |           |                                                   |    |

## Munschwitz
Einzeldenkmale
| Bild                           | Bezeichnung                                                                             | Lage                 | Datierung | Beschreibung | ID |
| ------------------------------ | --------------------------------------------------------------------------------------- | -------------------- | --------- | ------------ | -- |
| weitere Bilder Fotos hochladen | Kirche St. Jakob mit Ausstattung, Friedhof mit Freialtar, Andachtsstätte und Ummauerung | Munschwitz 1 (Karte) |           |              |    |
| Fotos hochladen                | Pfarrhaus St. Jakob                                                                     | Munschwitz 2         |           |              |    |
| Fotos hochladen                | Ehemalige Gemeindeverwaltung                                                            | Munschwitz 3         |           |              |    |
| Fotos hochladen                | Ehemaliges Kneipp-Sanatorium Löhma (Klinik mit Kulturhaus und Bettenhaus)               | Munschwitz 10        |           |              |    |

## Schweinbach
Einzeldenkmale
| Bild                           | Bezeichnung            | Lage    | Datierung | Beschreibung                    | ID |
| ------------------------------ | ---------------------- | ------- | --------- | ------------------------------- | -- |
| weitere Bilder Fotos hochladen | Kirche mit Ausstattung | (Karte) |           | Heilig-Kreuz-Kirche Schweinbach |    |

## Steinsdorf
Einzeldenkmale
| Bild                           | Bezeichnung            | Lage    | Datierung | Beschreibung | ID |
| ------------------------------ | ---------------------- | ------- | --------- | ------------ | -- |
| weitere Bilder Fotos hochladen | Kirche mit Ausstattung | (Karte) |           |              |    |

## Quelle
- Denkmalliste des Landkreises Saalfeld-Rudolstadt. (PDF; 632 kB) kreis-slf.de